# Tragédie u Honda Point

Sedm amerických torpédoborců třídy Clemson, které ztroskotaly 8. září 1923

Tragédie u Honda Point byla největší ztráta amerických námořních lodí v době míru. Večer 8. září 1923, sedm torpédoborců plujících rychlostí 20 uzlů (37 km/h) najelo na mělčinu u Honda Point, jen několik kilometrů severně od kanálu Santa Barbara u pobřeží okresu Santa Barbara v Kalifornii. Další dvě lodě najely na mělčinu, ale byly schopny vyprostit se. Během katastrofy zahynulo 23 námořníků.

## Příčina tragédie
Čtrnáct torpédoborců třídy Clemson, tvoříci 11. eskadru torpédoborců, sledovalo v linii vlajkovou loď USS Delphy při cestě ze zálivu San Francisco, skrze kanál Santa Barbara, a nakonec do San Diega. Eskadra se vracela ze dvacetičtyřhodinového cvičení ze severní do jižní Kalifornie. Vlajková loď byla zodpovědná za navigaci, ale špatná viditelnost u pobřeží kvůli mlze znamenala, že navigátoři museli použít navigaci výpočtem (dead reckoning), kdy svoji pozici odhadovali na základě rychlosti a směru plavby. Ačkoliv USS Delphy měla na palubě vybavení pro rádiové zaměřování (RDF) a mohla zaměřit svůj kurz vůči stanici v Point Arguello, bylo použití RDF zamítnuto jako nové a nespolehlivé. Pouze na základě vypočtené polohy tedy kapitán Watson nařídil flotile obrat na východ do kanálu Santa Barbara. Nicméně USS Delphy byl několik kilometrů severovýchodně od vypočteného místa. Tato chyba způsobila najetí lodí na mělčinu u Honda Point. K chybnému výpočtu přispěly výrazně silnější pobřežní proudy, způsobené silným zemětřesením v Japonsku 1. září.

## Seznam lodí
Ztracené lodě
- USS Delphy (DD-261) byla vlajková loď. Na pobřeží najela rychlostí 20 uzlů (37 km/h). Zvuk její sirény varoval některé další lodi ve formaci a pomohl jim předejít tragédii. Na palubě USS Delphy zahynuli tři námořníci.
- USS S. P. Lee (DD-310) následovala vlajkovou loď s odstupem několika set yardů. Když USS Delphy náhle zastavila, zatočila vlevo a najela na pobřeží.
- USS Young (DD-312) neprovedl žádný úhybný manévr. Podmořská skála rozervala jeho dno a loď se převrátila na pravobok. Dvacet mužů zahynulo.
- USS Woodbury (DD-309) zatočil na pravobok, ale narazil na skaliska.
- USS Nicholas (DD-311) zatočil na levobok a také najel na skaliska.
- USS Fuller (DD-297) uvízl vedle USS Woodbury.
- USS Chauncey (DD-296) se pokusila zachránit námořníky z převržené USS Young, ale najela na mělčinu.

Poškozené lodě
- USS Farragut (DD-300) najel na mělčinu, ale dokázal se vyprostit.
- USS Somers (DD-301) byl lehce poškozen.

Nepoškozené lodě
- USS Percival (DD-298)
- USS Kennedy (DD-306)
- USS Paul Hamilton (DD-307)
- USS Stoddert (DD-302)
- USS Thompson (DD-305)